# Acridine
Acridine is een polycyclische heteroaromaat met één stikstofatoom in de centrale aromatische ring. Acridine komt van nature voor in steenkoolteer en vormt kleurloze kristallen. Acridine is een isomeer van fenantridine.

## Natuurlijk voorkomen en synthese
Acridine werd voor het eerst in 1890 door Carl Gräbe en Heinrich Caro geïsoleerd.
Acridine kan uit steenkoolteer geïsoleerd worden door het te extraheren met verdund zwavelzuur en vervolgens neer te slaan met kaliumdichromaat. Het acridine-dichromaat complex wordt vervolgens met ammoniak omgezet in de vrije verbinding.
Er zijn aantal syntheseroutes die leiden tot acridine. Het kan gesynthetiseerd worden door difenylamine te condenseren met chloroform in aanwezigheid van aluminiumchloride. Een algemenere methode is N-fenylanthranilzuur te condenseren in polyfosforzuur. Een klassieke methode voor de synthese van acridinederivaten is de Lehmstedt-Tanasescu-reactie.

## Eigenschappen
Acridine en derivaten van acridine zijn over het algemeen zeer stabiel en bezitten een licht basisch karakter. Ze reageren zeer snel met alkyljodiden, waarbij het stikstofatoom gealkyleerd wordt. Oxidatie met kaliumhexacyanoferraat(III) geeft vervolgens N-alkylacridonen.

## Toepassingen
Acridine is een uitgangsstof voor de synthese van een aantal kleurstoffen. Chrysaniline (3,6-diamino-9-fenylacridine) wordt gebruikt voor het verven van zijde en een andere kleurstof, benzoflavine wordt tevens gebruikt voor het verven van materialen.

## Toxiciteit en veiligheid
Acridine is een bekende veroorzaker van kanker en is dus carcinogeen. Bovendien is de stof irriterend. De stof werkt carcinogeen doordat ze intercaleert in het DNA en RNA.
Een acridinederivaat dat gebruikt wordt in biologische assays is acridine-oranje (N,N,N',N'-tetramethylacridine-3,6-diamine).